# Selvringen
Selvringen är en sjö i Kramfors kommun i Ångermanland och ingår i Nätraån-Ångermanälvens kustområde. Sjön har en area på 0,113 kvadratkilometer och ligger 217,3 meter över havet.

## Delavrinningsområde
Selvringen ingår i det delavrinningsområde (699944-162278) som SMHI kallar för Mynnar i Dockstaån. Medelhöjden är 206 meter över havet och ytan är 3,81 kvadratkilometer. Räknas de 15 avrinningsområdena uppströms in blir den ackumulerade arean 40,7 kvadratkilometer. Backeån som avvattnar avrinningsområdet har biflödesordning 2, vilket innebär att vattnet flödar genom totalt 2 vattendrag innan det når havet efter 5,7 kilometer. Avrinningsområdet består mestadels av skog (91 procent). Avrinningsområdet har 0,11 kvadratkilometer vattenytor vilket ger det en sjöprocent på 3 procent.